# Sorin Popa
Sorin Teodor Popa, né le 24 mars 1953 à Bucarest, est un mathématicien roumano-américain, travaillant principalement  en analyse fonctionnelle (algèbres d'opérateurs), théorie ergodique et théorie des groupes. Il est professeur à l'université de Californie à Los Angeles où il détient la Chaire de prestige  Yuki, Kyoko et Masamichi Takesaki.

## Biographie
Sorin Popa obtient son doctorat de l'université de Bucarest en 1983 sous la supervision de Dan-Virgil Voiculescu. Il a supervisé 16 doctorants à l'université de Californie à Los Angeles, dont Adrian Ioana.

## Distinctions
Il est conférencier invité au congrès international des mathématiciens à Kyoto en 1990 en section 9 (analyse fonctionnelle), ainsi que conférencier plénier pour celui de 2006 à Madrid. Il est récipiendaire de la Bourse Guggenheim en 1995. 
En 2009, il reçoit le prix Ostrowski et en 2010  le prix E.H. Moore de l'American Mathematical Society. Il est l'un des premiers Fellows de l'American Mathematical Society, lors de la création de cet honneur en 2013. Il est aussi membre de l'American Academy of Arts and Sciences depuis 2013. 
Il a été lauréat de la Chaire Blaise Pascal en 2009 et de la Chaire d'excellence de la FSMP en 2016.